# Sideroxylon grandiflorum
Sideroxylon grandiflorum A. DC., spesso indicato come albero dei dodo o col nome francese tambalacoque, è una pianta della famiglia delle Sapotacee, endemica di Mauritius.

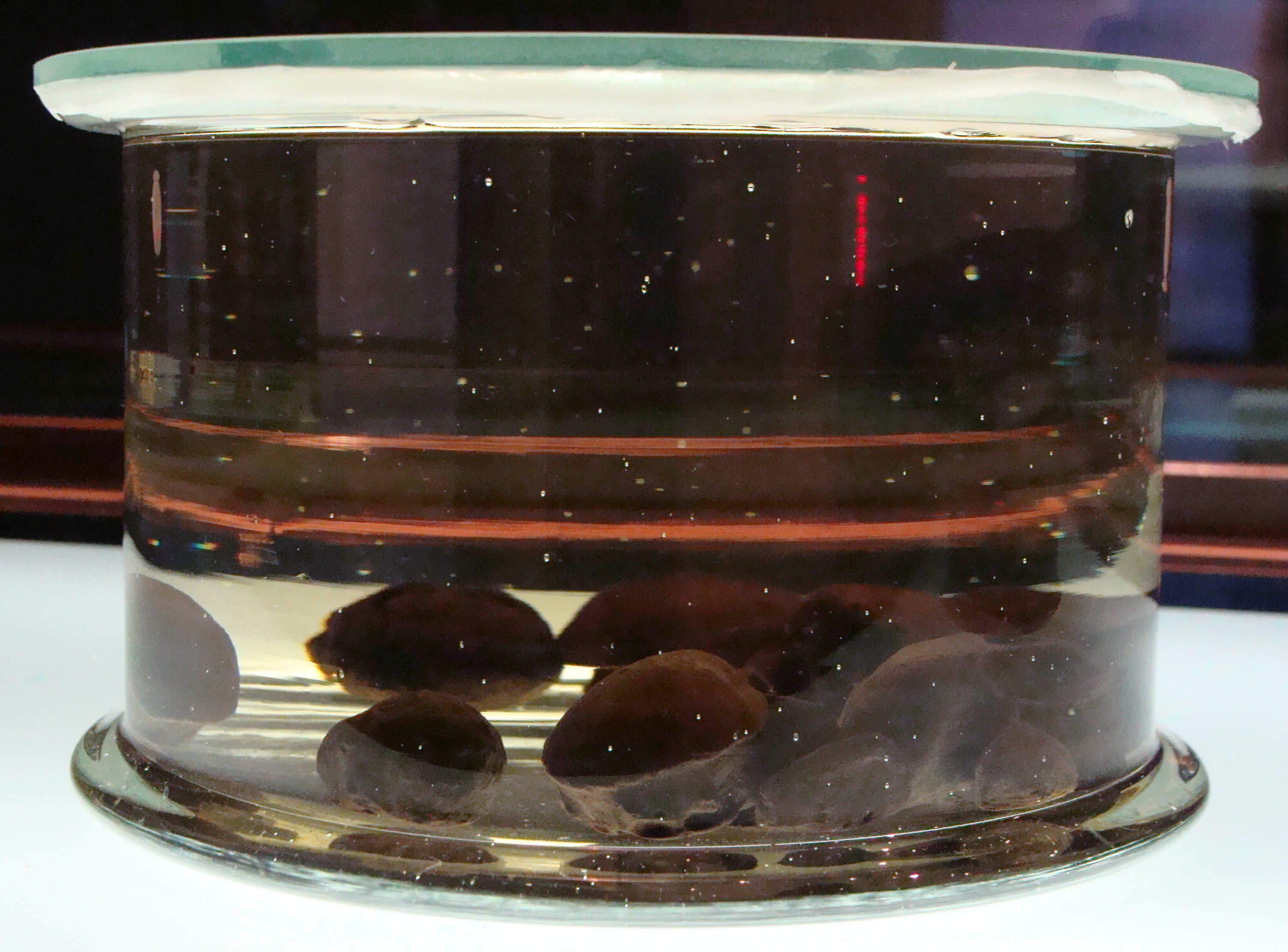
Semi di Sideroxylon grandiflorum

Si caratterizza per la vita molto lunga e per il duro endocarpo che caratterizza i semi.
Nel 1973 l'ornitologo Stanley Temple contò soli 13 esemplari, di età stimata intorno ai 300 anni, e ipotizzò che la specie fosse strettamente legata alla sorte dei dodo, estinti circa 300 anni prima: l'ingestione del frutto di tambalacoque da parte degli animali, e la conseguente digestione, sarebbe stata necessaria per far germinare i semi.
Studi successivi hanno messo in discussione questa teoria. Tra le cause del declino della popolazione di questa specie vi sarebbero in realtà la massiva deforestazione per la coltivazione della canna da zucchero e la introduzione di specie alloctone che si nutrono delle giovani piante.
Secondo un'altra teoria, sarebbe stato il pappagallo a becco grosso, e non il dodo, ad essere l'addetto alla propagazione dei semi di tambalacoque.